# 김근식
김근식(金根植, 1965년 3월 31일 ~ , 전라북도 남원시)은 정치인이다.
전주진북초등학교 · 전주남중학교 · 전북대학교 사범대학 부설고등학교를 졸업하고 1983년 서울대학교 사회과학대학 정치학과에 입학했다. 학생 시절 민주주의와 조국 통일을 위한 학생 운동에 적극 가담했다. 1988년 서울대학교 대학원 정치학과에 진학하였고, 1999년 정치학 박사 학위를 받았다. 1999년 서울대학교에서 정치학 박사 학위를 받고, 2002년부터 경남대학교 교수로 재직하고 있다. 2007년 남북정상회담 특별수행원으로 노무현 대통령을 수행하여 평양을 방문하고 김정일 국방위원장과 회담을 했다.
18대 총선에서 민주당 비례대표 후보로 출마하려 했으나 당선권 밖인 28번을 배정받고 비례대표 후보직을 사퇴하였다. 2009년 전주 덕진에서 민주당 국회의원으로 출마하여 당시 무소속 정동영 의원과 맞붙었으나 낙선했다. 2016년 국민의당에 입당하여 전주 덕진 국회의원 후보 출마를 선언했으나 정동영 의원과의 공천 경쟁에서 낙천하고 비례대표로 출마하려 하였으나 당선권 밖으로 예측되었던 비례10번을 배정받자 비례대표 출마를 포기하였다. 2020년 혁신통합추진위원회 위원으로 참여한 뒤 4월 미래통합당 국회의원 후보로 출마하였다.
한때 햇볕정책을 찬성하고 대북 강경 정책과 사드 배치를 반대하던 좌파 성향의 북한학자였지만 2017년 대북 대화를 주장하면서도 사드 배치에 찬성하며 중도 성향으로 입장을 전환하였고, 2018년에는 북한이 비핵화 의지를 보이지 않고 남북관계와 북미관계가 악화됨을 비판하며 사실상 햇볕정책 포기를 선언하였다. 문재인 정권이 남북 관계 개선으로 북핵 문제를 해결하려고 하지만 김정은이 스스로 핵을 포기하기는 불가능하다고 주장했다. 북미정상회담을 부정적으로 평가했고 문재인 정부와 트럼프 정부의 대북 유화 정책을 비판했다. 대북 제재를 15년 이상 계속하면 북한 정권은 무너질 것이고, 레짐 체인지로 북한이 민주화되어 핵이 불필요한 정권이 되는 것이 궁극적인 북핵 문제 해법이라고 주장하였다

## 학력
- 전주진북국민학교 졸업
- 전주남중학교 졸업
- 전북대학교 사범대학 부설고등학교 졸업
- 서울대학교 정치학과 졸업 (정치학사)
- 서울대학교 대학원 정치학과 석사과정 졸업 (정치학석사 - 북한의 "혁명적 군중노선" 연구)
- 서울대학교 대학원 정치학과 박사과정 졸업 (정치학박사 - 북한 발전전략의 형성과 변화에 관한 연구 : 1950년대와 1990년대를 중심으로)

## 경력
- 2025년 4월 ~ 2025년 5월: 국민의힘 한동훈 제21대 대통령 선거 경선후보 국민먼저 캠프 정무조정실장
- 2023년 9월 : 국민의힘 서울특별시당 정책기획특별위원회 위원장
- 2022년 10월 : 국민의힘 중앙연수원 부원장
- 2021년 12월 ~ 2022년 1월: 국민의힘 살리는 선거대책위원회 중앙선거대책위원회 총괄상황본부 정세분석실장
- 2021년 10월 ~ 2021년 11월 : 국민의힘 윤석열 제20대 대통령 선거 예비후보 국민캠프 종합상황실 비전전략실장
- 안민정책포럼 외교통일분과위원회 위원
- 2021년 3월 ~ 2021년 4월 : 국민의힘 4.7 재보궐선거 중앙선거대책위원회 비전전략본부장
- 2021년 2월 : 국민의힘 비전전략실 실장
- 2020년 9월 ~: 국민의힘 서울특별시당 송파구 병 당원협의회 위원장
- 2020년 10월 : 국민의힘 미디어특별위원회 부위원장
- 2020년 8월 : 미래통합당 → 국민의힘 통일위원장
- 2020년 7월 : 미래통합당 박지원 국정원장 후보 청문자문단 단장
- 2020년 6월 : 미래통합당 외교·안보특별위원회 위원
- 2020년 5월 ~ 2020년 9월 : 미래통합당 서울특별시당 송파구 병 당원협의회 위원장
- 2020년 3월 ~ 2020년 4월 : 미래통합당 21대 국회의원선거 중앙선거대책위원회 대변인
- 2020년 2월 : 통합신당(미래통합당)준비위원회 위원
- 2020년 1월 : 혁신통합(중도+보수)추진위원회 위원
- 2016년 2월 ~ 5월 : 국민의당 통일위원장
- 2015년 9월 : 국민공감포럼 대표
- 2014년 : 일본 게이오대학교 방문한반도선진화재단 이사교수
- 2014년 : 외교부 자문위원
- 2012년 : 경제정의실천시민연합 통일협회 운영위원장
- 2010년 : 서울특별시 남북교류협력위원회 위원
- 2008년 ~ 2010년 : 제2기 통일부 남북관계발전위원회 민간위원
- 2007년 : 남북정상회담 특별수행원
- 2006년 ~ 2008년 : 경제정의실천시민연합 통일협회 정책위원장
- 2005 ~ : 경남대학교 법정대학 정치외교학과 교수
- 2002년 ~ 2008년 : 청와대 안보실 자문위원
- 2002년 ~ 2008년 : 국방부 정책자문위원
- 2002년 ~ 2008년 : 통일부 자문위원
- 2002년 : CBS 객원해설위원

## 주요 활동
- 2007년 남북정상회담 특별수행원으로 노무현 대통령을 수행하여 평양을 방문하고 김정일 국방위원장과 회담을 했다.[5]
- 2009년 국회의원 보궐선거에서 전주 덕진 지역구에 민주당 후보로 출마하여 정동영 의원과 맞붙었으나 낙선했다.[5]
- 2020년 제21대 총선에서 서울특별시 송파병에 미래통합당 후보로 출마하였다.[6]

## 역대 선거 결과
|  | 12.93% |

|  | 43.22% |

|  | 48.95% |